# Parasteatoda hatsushibai
Espèce
Parasteatoda hatsushibai est une espèce d'araignées aranéomorphes de la famille des Theridiidae.

## Distribution
Cette espèce est endémique du Japon.

## Étymologie
Cette espèce est nommée en l'honneur de Shingo Hatsushiba.

## Publication originale
- Yoshida, 2009 : Three new genera and three new species of the family Theridiidae. The Spiders of Japan with keys to the families and genera and illustrations of the species, Tokai University Press, Kanagawa, p. 71-74.